# Сібата Каору
Сібата Каору (нар. 25 червня 1973) — колишня японська тенісистка.
Найвищу одиночну позицію світового рейтингу — 252 місце досягла 30 вересня 1996, парну — 117 місце — 22 вересня 1997 року.

## Фінали ITF
| турніри $50,000 |
| турніри $25,000 |

### Парний розряд (3–2)
| Результат | Ранг | Дата           | Турнір                      | Покриття | Партнерка          | Суперниці                            | Рахунок       |
| --------- | ---- | -------------- | --------------------------- | -------- | ------------------ | ------------------------------------ | ------------- |
| Перемога  | 1.   | 4 травня 1997  | Ґіфу, Японія                | Тверде   | Обата Саорі        | Асагое Сінобу Ясуко Нісімата         | 6–3, 7–5      |
| Поразка   | 1    | 19 травня 1997 | Сочі, Росія                 | Тверде   | Ніно Луарсабішвілі | Євгенія Куликовська Катерина Сисоєва | 6–3, 3–6, 0–6 |
| Перемога  | 2.   | 27 липня 1997  | Пічтрі-Сіті (Джорджія), США | Тверде   | Соня Джеясілан     | Жулі Пуллен Аманда Вейнрайт          | 6–4, 6–1      |
| Поразка   | 2.   | 3 серпня 1997  | Лексінгтон (Кентуккі), США  | Тверде   | Катарина Среботнік | Еллі Гакамі Деніелл Джонс            | 2–6, 5–7      |
| Перемога  | 3.   | 8 червня 1998  | Сочі, Росія                 | Тверде   | Обата Саорі        | Ніно Луарсабішвілі Олена Татаркова   | 3–6, 6–4, 6–2 |